# Jared Vanderaa
Jared Michael Vanderaa (Richland, Washington, 12 de mayo de 1992) es un artista marcial mixto estadounidense que compite en la división de peso pesado de Ultimate Fighting Championship.

## Antecedentes
Vanderaa comenzó a entrenar MMA en febrero de 2010, justo después de la temporada de lucha libre, y tuvo su primera pelea amateur en octubre de 2010. Empezó a luchar a los 15 años, siendo estudiante de segundo año en la escuela secundaria y luego se dislocó el hombro justo al final de la temporada. Se lo arreglaron y se inscribió en un gimnasio de MMA inmediatamente después, comenzando su viaje de MMA.

## Carrera en las artes marciales mixtas

### Carrera temprana
En su debut en las MMA, sometió a John Rizzo por sumisión en el primer asalto. Vanderaa derrotó a sus siguientes cuatro oponentes, incluyendo victorias sobre Sean Johnson y Daylin Murray. Vanderaa se enfrentó a Richard Odoms en LFA 15 por el Campeonato de Peso Pesado de la LFA el 30 de junio de 2017. Perdió el combate por sumisión en el quinto asalto.
Noqueó a Idrees Wasi en el primer asalto en Global Knockout 10. Después, hizo su debut en la promoción sudafricana Extreme Fighting Championship en su evento EFC 66, perdiendo por decisión dividida ante Andrew van Zyl por el Campeonato de Peso Pesado de EFC.
Después de perder un combate con poca antelación por decisión unánime contra Vernon Lewis en LFA 35, en EFC 73, Vanderaa derrotó a Elvis Moyo por TKO en el segundo asalto. En EFC 76 derrotó al veterano de la UFC Ruan Potts por TKO en el segundo asalto, ganando el Campeonato de Peso Pesado de EFC. En EFC 77, Vanderaa defendió el título, derrotando a Ricky Mischolas por TKO en el segundo asalto. En la LFA 74, Vanderaa perdió el combate por sumisión en el segundo asalto. Se recuperó y derrotó a Tony Lopez por decisión unánime en SMASH Global 9, ganando el Campeonato de Peso Pesado de SG.
En el Dana White's Contender Series 34, Vanderaa derrotó a Harry Hunsucker por TKO en el primer asalto. La victoria le valió a Vanderaa la séptima victoria por nocaut de su carrera profesional junto con un contrato de la UFC.

### Ultimate Fighting Championship
Vanderaa estaba programado para enfrentarse a Sergey Spivak el 12 de diciembre de 2020 en UFC 256. Sin embargo, Vanderaa dio positivo por COVID-19 durante la semana del combate y tuvo que ser retirado. La pareja finalmente se enfrentó el 20 de febrero de 2021 en UFC Fight Night: Blaydes vs. Lewis. Perdió el combate por nocaut técnico en el segundo asalto.
Vanderaa se enfrentó a Justin Tafa el 22 de mayo de 2021 en UFC Fight Night: Font vs. Garbrandt. Ganó el combate por decisión unánime. Este combate le valió el premio a la Pelea de la Noche.
Vanderaa se enfrentó a Alexander Romanov el 9 de octubre de 2021 en UFC Fight Night: Dern vs. Rodríguez. Perdió el combate por nocaut técnico en el segundo asalto.
Vanderaa se enfrentó a Andrei Arlovski el 12 de febrero de 2022 en UFC 271. Perdió el combate por decisión dividida.
Vanderaa se enfrentó a Oleksiy Oliynyk el 9 de abril de 2022 en UFC 273. Perdió el combate por sumisión

## Campeonatos y logros

### Artes marciales mixtas
- Ultimate Fighting Championship
  - Pelea de la Noche (una vez) vs. Justin Tafa[16]
- SMASH Global
  - Campeonato de los pesos pesados de la SG (una vez)
- Extreme Fighting Championship
  - Campeonato de Peso Pesado de EFC (una vez)
    - Una exitosa defensa del título

## Récord en artes marciales mixtas
| Resultado | Récord | Oponente            | Método                                     | Evento                              | Fecha                    | Ronda | Tiempo | Localización            | Notas                                            |
| --------- | ------ | ------------------- | ------------------------------------------ | ----------------------------------- | ------------------------ | ----- | ------ | ----------------------- | ------------------------------------------------ |
| Derrota   | 12-10  | Waldo Cortes-Acosta | Decisión (unánime)                         | UFC Fight Night: Kattar vs. Allen   | 29 de octubre de 2022    | 3     | 5:00   | Las Vegas, Nevada       |                                                  |
| Derrota   | 12-9   | Chase Sherman       | TKO (golpes)                               | UFC on ESPN: dos Anjos vs. Fiziev   | 9 de julio de 2022       | 3     | 3:10   | Las Vegas, Nevada       |                                                  |
| Derrota   | 12-8   | Oleksiy Oliynyk     | Sumisión (Estrangulamiento de bufanda)     | UFC 273                             | 9 de abril de 2022       | 1     | 3:55   | Jacksonville, Florida   |                                                  |
| Derrota   | 12-7   | Andrei Arlovski     | Decisión (Dividida)                        | UFC 271                             | 12 de febrero de 2022    | 3     | 5:00   | Houston, Texas          |                                                  |
| Derrota   | 12-6   | Alexander Romanov   | TKO (puñetazos)                            | UFC Fight Night: Dern vs. Rodriguez | 9 de octubre de 2021     | 2     | 2:43   | Las Vegas, Nevada       |                                                  |
| Victoria  | 12-5   | Justin Tafa         | Decisión (unánime)                         | UFC Fight Night: Font vs. Garbrandt | 22 de mayo de 2021       | 3     | 5:00   | Las Vegas, Nevada       | Pelea de la Noche.                               |
| Derrota   | 11-5   | Sergey Spivak       | TKO (puñetazos)                            | UFC Fight Night: Blaydes vs. Lewis  | 20 de febrero de 2021    | 2     | 4:32   | Las Vegas, Nevada       |                                                  |
| Victoria  | 11-4   | Harry Hunsucker     | TKO (puñetazos)                            | Dana White's Contender Series 34    | 4 de noviembre de 2020   | 1     | 3:34   | Las Vegas, Nevada       |                                                  |
| Victoria  | 10-4   | Tony Lopez          | Decisión (unánime)                         | SMASH Global 9                      | 19 de diciembre de 2019  | 5     | 5:00   | Hollywood, California   | Ganó el Campeonato de Peso Pesado de SG.         |
| Derrota   | 9-4    | Renan Ferreira      | Sumisión (estrangulamiento por triángulo)  | LFA 74                              | 30 de agosto de 2019     | 2     | 2:37   | Riverside, California   |                                                  |
| Victoria  | 9-3    | Ricky Misholas      | TKO (puñetazos)                            | EFC 77                              | 16 de marzo de 2019      | 2     | 1:49   | Pretoria                | Defendió el Campeonato de Peso Pesado de EFC.    |
| Victoria  | 8-3    | Ruan Potts          | TKO (puñetazos)                            | EFC 76                              | 8 de diciembre de 2018   | 3     | 3:24   | Pretoria                | Ganó el Campeonato de Peso Pesado de EFC.        |
| Victoria  | 7-3    | Elvis Moyo          | TKO (puñetazos)                            | EFC 73                              | 7 de septiembre de 2018  | 2     | 2:00   | Sun City                |                                                  |
| Derrota   | 6-3    | Vernon Lewis        | Decisión (unánime)                         | LFA 35                              | 9 de marzo de 2018       | 3     | 5:00   | Houston, Texas          |                                                  |
| Derrota   | 6-2    | Andrew van Zyl      | Decisión (dividida)                        | EFC 66                              | 16 de diciembre de 2017  | 5     | 5:00   | Pretoria                | Por el Campeonato de Peso Pesado de EFC.         |
| Victoria  | 6-1    | Idrees Wasi         | Sumisión (bloqueo de tobillo recto)        | GKO 10                              | 5 de agosto de 2017      | 1     | 1:35   | Jackson, California     |                                                  |
| Derrota   | 5-1    | Richard Odoms       | Sumisión (kimura)                          | LFA 15                              | 30 de junio de 2017      | 5     | 2:45   | Shawnee, Oklahoma       | Por el vacante Campeonato de Peso Pesado de LFA. |
| Victoria  | 5-0    | Sean Johnson        | Sumisión (estrangulamiento por guillotina) | SMASH Global 4                      | 15 de septiembre de 2016 | 1     | 2:28   | Los Ángeles, California |                                                  |
| Victoria  | 4-0    | Mychal Clark        | TKO (puñetazos)                            | BAMMA Badbeat 20                    | 10 de junio de 2016      | 1     | 0:20   | Commerce, California    |                                                  |
| Victoria  | 3-0    | Joe Hernandez       | KO (puñetazo)                              | SMASH Global 3                      | 24 de marzo de 2016      | 2     | 1:13   | Los Ángeles, California |                                                  |
| Victoria  | 2-0    | Daylin Murray       | TKO (puñetazos)                            | The Main Event 2                    | 13 de noviembre de 2015  | 1     | 4:11   | San Diego, California   | Debut en el peso pesado.                         |
| Victoria  | 1-0    | John Rizzo          | Sumisión (estrangulamiento por detrás)     | KOTC: Sanctioned                    | 14 de junio de 2015      | 1     | 0:29   | San Jacinto, California | Combate de peso acordado (230 libras).           |